# 開台 (電台)
開台（英語：Open Radio Hong Kong）是一個已停播的香港網上電台。於2005年11月1日正式啟播，以提供多元化節目、擴闊香港網上電台聽眾群和推廣網上電台文化為目標，節目類型包括娛樂、資訊、文化、科技、女性等。2013年5月13日下午，開台於官方網站及Facebook專頁宣佈於2013年5月23日後停止運作。

## 介紹
開台是三種不同方式提供聲音廣播，包括使用Shoutcast串流、下載重溫和Podcast訂閱服務，每個星期一至五提供三至五小時聲音節目。
開台既是網上電台，亦是Podcast網站，可以說結合了兩者的長處。開台可以稱為網上電台，因為它有固定的播放時間表，會按時播放，但開台由於沒有固定的錄音室或辦公室，主持可以使用電腦、錄音筆、手機於家中、辦公室、或餐廳等不同的埸合進行錄音，非常隨意，形式像一個業餘的Podcast製作。
開台與其他本地媒體不同，開台摒棄傳統傳媒邀請名人、學者、明星等擔任主持的方式，反而更大膽由大眾市民主持節目，以及訪問小人物，創立網上言論空間。據開台負責人所說，其實很多人好想表達自己，但他們不是名人，在傳統傳媒上由於採用明星制，小市民沒有發言地盤。。
開台除了自家製作節目以外，亦轉播由其他團體合作的節目，包括國際漫遊協會製作的《國際自由行》及《漫遊風 好輕鬆》、睿哲文化學會製作的《港人哲講》及《做哲咁做》，以及轉播由Podcaster製作的節目，包括《派樂派對》、《火星下的小金星》、《街坊茶樓》，以及香港移動電台製作的《iPhone熱》、《uPetPet》等等。
開台英文版網頁於2008年8月18日啟用。
2013年5月13日下午，開台於官方網站及Facebook專頁宣佈於2013年5月23日後停止運作。

## Creative Commons 版權授權方式
開台是香港少數採用Creative Commons創意共享授權方式發佈版權的網站。除特別註明以外，開台所有節目以Creative Commons條款中的 Attribution-Non-Commercial-No Derivative Works 3.0 Hong Kong License》 形式發放，目的是提倡知識共享和意見交流。
根據Creative Commons條款下，聽眾可以轉載開台的節目作非牟利（NonCommercial）用途，無需預先得到開台同意，惟必須註明出處（Attribution）及不得修改作品（NoDerivs）。